# Zdzisław Hoffman
Zdzisław Hoffman (ur. 28 listopada 1946 w Inowrocławiu, zm. 30 września 2016 w Helsinkach) – polski i fiński reżyser telewizyjny i filmowy.
W latach 70 i 80 pracował jako reżyser w TVP. W latach 90 przeniósł się do Finlandii, gdzie pracował jako reżyser i producent programów informacyjnych oraz publicystycznych w fińskiej telewizji MTV3.
Był także wykładowcą w Aalto University School of Science and Technology i w Helsinki Metropolia University of Applied Sciences.